# Maciste medium
Maciste medium è un film muto italiano del 1918 diretto da Vincenzo Denizot.